# A Man About Town (film 1927)
A Man About Town è un cortometraggio muto del 1927 diretto da Eugene Forde (con il nome Eugene J. Forde). La sceneggiatura si basa su un racconto di O. Henry.
Fu il secondo film interpretato da Ruth Eddings. Attrice-ballerina, ebbe una carriera di una decina d'anni durante i quali girò poco più di una ventina di pellicole, soprattutto commedie musicali.

## Produzione
Il film fu prodotto dalla Fox Film Corporation.

## Distribuzione
Distribuito dalla Fox Film Corporation e presentato da William Fox, il film - un cortometraggio di circa venti minuti - uscì nelle sale cinematografiche USA il 15 maggio 1927.